# Vietteania pinna
Vietteania pinna là một loài bướm đêm trong họ Noctuidae.